# Dakotadon

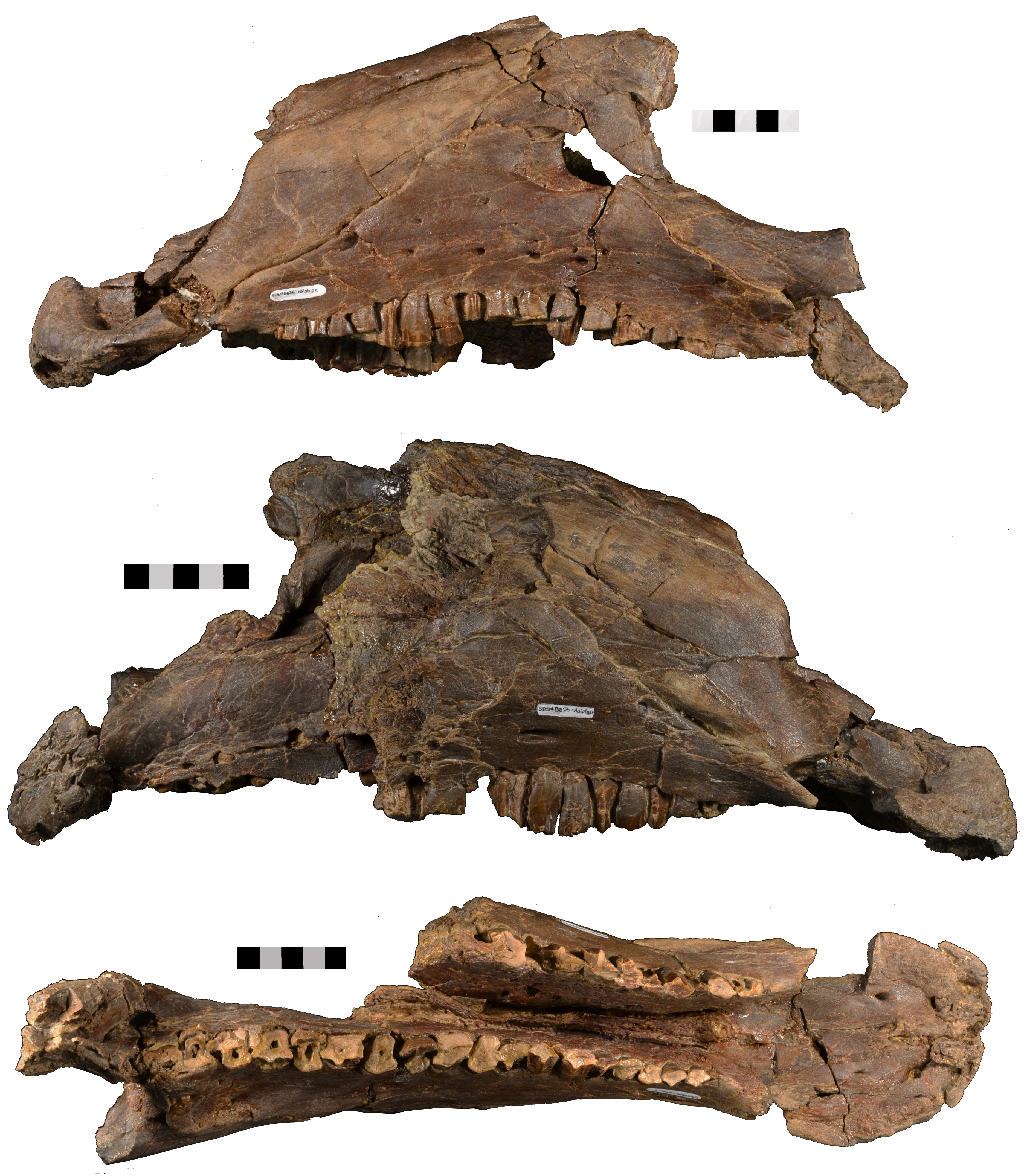

Dakotadon là một chi khủng long, được Paul mô tả khoa học năm 2008.